# Mesabolivar camussi
Mesabolivar camussi är en spindelart som beskrevs av Machado et al. 2007. Mesabolivar camussi ingår i släktet Mesabolivar och familjen dallerspindlar. Inga underarter finns listade i Catalogue of Life.